# 馬鍾基
馬 鍾基（マ・ジョンギ、마종기、1939年 - ）は、韓国の詩人である。日本の東京出身。

## 略歴
1939年1月17日、東京で生まれる。本貫は木川馬氏。児童文学家である馬海松の息子。ソウル高等学校を経て、延世大学校の医学部を卒業した。1966年、大学院を修了して医学研究のために、アメリカに渡りそこで文筆活動を始めた。
1959年には、『現代文学』に｢解剖学の教室｣などを書いて登壇した。それから、｢協奏曲｣、｢印象｣、｢精神科病棟｣、｢第三の講義室｣などの詩を発表した。
金栄泰、黄東奎の3人の詩集である『平均律』(1968)、『平均律2』(1972)などを出版した。1976年には、韓国文学作家賞を受賞した。彼は、医師としての体験と外国での生活に基づいた作品を発表し、人間への愛情のこもった洞察と洗練された言語が評価をうけている。

## 受賞歴
- 1976年、韓国文学作家賞

## 主な作品
- 1960年、『조용한 개선』(静かなる凱旋)[2]
- 1965年、『두번째 겨울』(二番目の冬)
- 1976年、『변경의 꽃』(辺境の花)
- 1980年、『안 보이는 사랑의 나라』(目に見えぬ愛の国)
- 1997年、『이슬의 눈』(露の目)
- 2002年、『새들의 꿈에서는 나무 냄새가 난다』(鳥の夢には木の匂いがする)
- 1968年、『평균율』(平均律)
- 1972年、『평균율2』(平均律２)